# Ковальов Григорій Миколайович

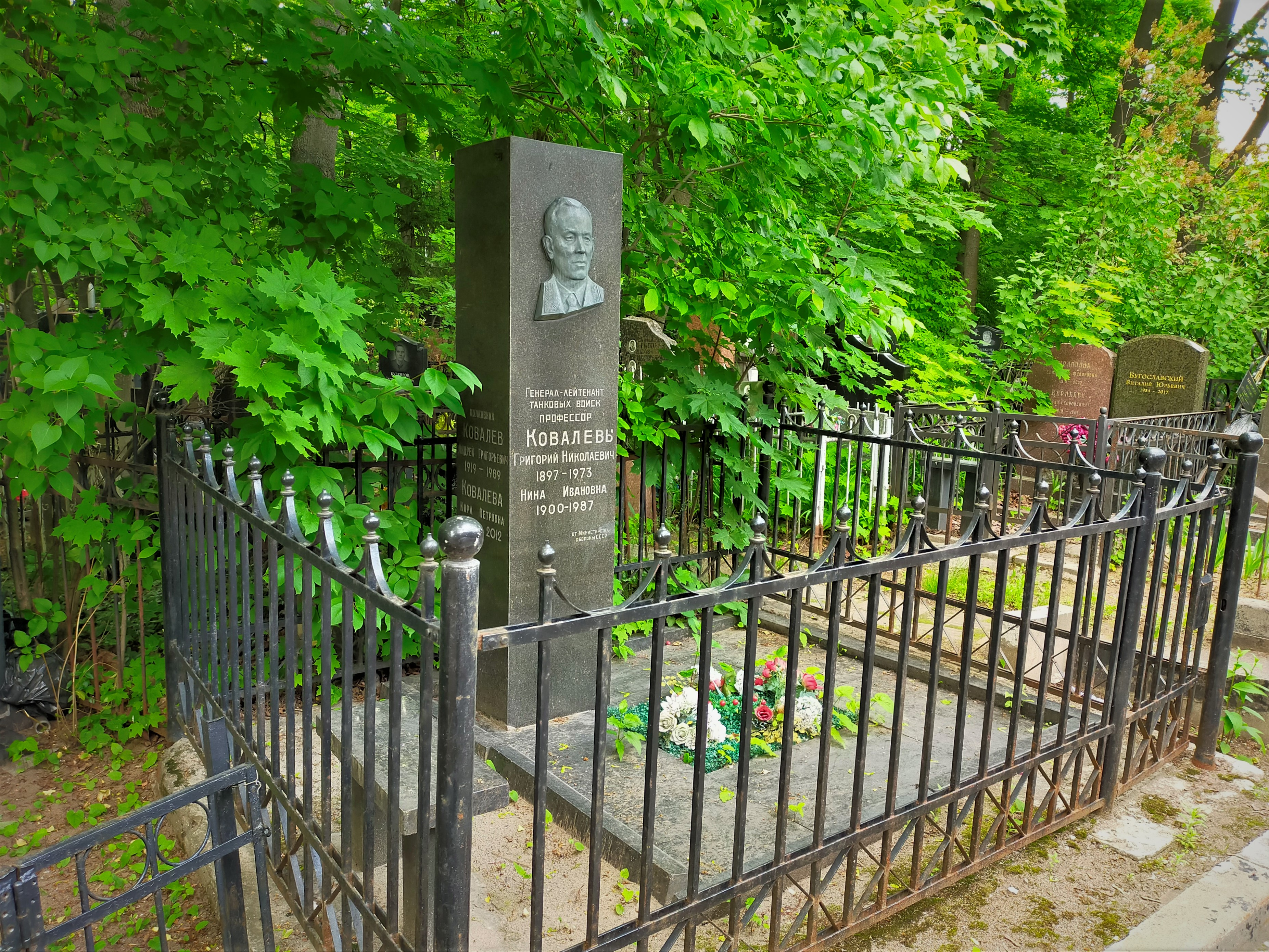
Могила Г.М. Ковальова на Введенському кладовищі у Москві

Григорий Миколайович Ковальов (рос. Григорий Николаевич Ковалёв; 19 грудня 1897–1973) — радянський воєначальник, генерал-лейтенант танкових військ (1943). Доцент, професор, кандидат технічних наук.

## Життєпис
Народився в селі Большиє Угони, нині Льговського району Курської області Росії, в селянській родині. Росіянин. У 1909 році закінчив сільську школу.
У 1916 році призваний до лав Російської імператорської армії, брав участь у Першій світовій війні.
Член РКП(б) з 1918 року. У квітні того ж року добровільно вступив до лав Червоної армії: волосний військовий комісар, учасник громадянської війни в Росії. У 1919 році навчався на 5-х Київських команднихх курсах, у 1920 році — на Дєтськосельських курсах важкої артилерії Петроградського військового округу.
З квітня 1921 року — командир взводу, з липня — помічник командира 13-ї батареї, з жовтня 1921 року — командир 10-ї батареї, з грудня — командир 3-ї батареї Севастопольської морської фортеці. З грудня 1923 по жовтень 1924 року — в. о. командира артдивізіону.
У 1925 році закінчив артилерійські КУКС. З жовтня 1925 року — командир і комісар 3-ї групи берегових батарей Севастопольської морської фортеці. З листопада 1926 року — помічник начальника Північно-Західного району берегової оборони Чорного моря (м. Одеса).
У 1931 році за 1-м розрядом закінчив факультет механізації і моторизації Військово-технічну академію імені Ф. Е. Дзержинського, призначений начальником науково-технічного сектору факультету.
З червня 1932 року — ад'юнкт Військової академії механізації і моторизації РСЧА (ВАММ), з листопада 1935 року — викладач кафедри бронеавтомобілів ВАММ, з березня 1938 року — в. о. професора тієї ж кафедри. З 1 листопада 1938 року — тво заступника начальника Академії, з 17 травня 1939 року — заступник начальника Академії з наукової і навчальної роботи. З 13 жовтня 1939 року — тво начальника Академії, а з 4 січня 1940 року — начальник Військової академії моторизації і механізації РСЧА імені Й. В. Сталіна. 4 червня 1940 року присвоєне військове звання «генерал-майор танкових військ».
Учасник німецько-радянської війни: у 1941 році — начальник оборонного сектору м. Москва; у червні 1942 року виконував обов'язки заступника командувача 5-ю танковою армією. 7 червня 1943 року присвоєне військове звання «генерал-лейтенант танкових військ».
З березня 1947 року — начальник 9-го відділу механічної тяги, він же — начальник лабораторії конструювання і розрахунків Інституту балістики і артилерійського озброєння Академії артилерійських наук. З грудня 1950 року — начальник 6-го відділу НШ-3 Академії артилерійських наук.
Від 1 листопада 1956 року зарахований у розпорядження 10-го Управління Генерального штабу ЗС СРСР: військовий радник, заступник начальника Академії з науково-технічної роботи, він же — радник начальника навчального відділу Військової інженерно-технічної академії Народно-визвольної армії Китаю.
Від 16 лютого 1959 року — в запасі. Мешкав у Москві, де й помер. Похований на Введенському кладовищі.

## Нагороди
Нагороджений двома орденами Леніна (06.08.1944, 21.08.1945), двома орденами Червоного Прапора (04.11.1944, 1948), двома орденами Червоної Зірки (22.02.1941, …), медалями, а також нагородами іноземних держав: Хрест Грюнвальда 3-го класу (ПНР), Партизанська Зірка 1-го розряду (СФРЮ).